# Morte di Mary Rogers
La morte di Mary Rogers avvenne in circostanze misteriose e mai chiarite nel 1841. Rogers era una giovane donna che lavorava in una tabaccheria di New York, e la cui bellezza catturò l'attenzione di molti uomini dell'alta società. Quando il suo corpo venne ritrovato nel fiume Hudson, si ipotizzò inizialmente che fosse stata uccisa da un gruppo di uomini ma, stando ad altre testimonianze, sarebbe morta in seguito a un tentativo di aborto fallito. Si suppose anche che il compagno di lei fosse in qualche modo complice dell'omicidio, come lascia intendere un messaggio di scuse che egli scrisse poco prima di morire ove si dichiarò responsabile dell'accaduto.
Il presunto omicidio di Rogers salì ai vertici della cronaca dell'epoca, e ispirò la trama del romanzo poliziesco di Edgar Allan Poe, Il mistero di Marie Roget (1842-3).

## La vittima

### Primi anni di vita
Benché i suoi documenti di nascita non siano stati rinvenuti, Mary Cecilia Rogers nacque probabilmente nel 1820 a Lyme, nel Connecticut, ed era l'unica figlia di Phoebe Rogers e James Rogers, che morì durante un grave incidente avvenuto su un battello a vapore quando la giovane aveva cinque anni. All'età di vent'anni, Mary viveva nella pensione gestita da sua madre, e iniziò a lavorare in una tabaccheria che era di proprietà di John Anderson. Rogers era molto avvenente, il che le permetteva di attrarre molti clienti, e il suo datore di lavoro le dava un lauto stipendio. Un cliente di Rogers dichiarò di aver trascorso un intero pomeriggio con la giovane solo per rivolgerle delle "occhiate provocatorie", mentre un altro ammiratore pubblicò una poesia sul New York Herald in cui si allude al suo "sorriso paradisiaco" e ai suoi "occhi di stella". Fra le più note personalità letterarie che andarono nella tabaccheria di Rogers vi furono James Fenimore Cooper, Washington Irving e Fitz-Greene Halleck.

### Prima scomparsa
Il 5 ottobre 1838, il quotidiano The Sun riferì che Mary Rogers era scomparsa. Sua madre asserì di aver trovato un biglietto d'addio che, stando all'analisi del medico legale locale, rivelava il bisogno di Rogers di "autodistruggersi con determinazione e inesorabilmente". Il giorno successivo, tuttavia, il Times and Commercial Intelligence riportò che la scomparsa era in realtà una beffa, e che Rogers sarebbe in realtà andata a trovare un amico a Brooklyn senza ripresentarsi al lavoro. Il Sun, che aveva precedentemente pubblicato la controversa serie di racconti Great Moon Hoax (1835), fu accusato di aver inventato la storia soltanto per esigenze commerciali. Quando Rogers riprese a lavorare in tabaccheria, un altro giornale sostenne che l'accaduto fosse stato tutto una trovata pubblicitaria gestita dallo stesso Anderson.

## L'omicidio
Il 25 luglio 1841, Rogers disse al fidanzato Daniel Payne che sarebbe andata a trovare sua zia e altri familiari. Tre giorni dopo, il 28 luglio, la polizia trovò il suo cadavere nel fiume Hudson presso Hoboken (New Jersey).
Secondo alcuni, la responsabile della morte della ragazza fu l'ostetrica Madame Restell, che l'avrebbe uccisa o, secondo altre ipotesi, gettato il suo corpo nel fiume in seguito ad un aborto fallimentare che le sarebbe costato la vita. Anche Frederica Loss, durante il mese di novembre del 1842, affermò che la morte di Rogers era il risultato di un tentativo di aborto fallito. Nonostante ciò, la polizia si rifiutò di crederle.
Mesi dopo la morte della sigaraia, quando l'inchiesta era ancora in corso, il fidanzato Payne, che aveva avuto dei problemi di alcolismo, si tolse la vita ingerendo un'eccessiva quantità di laudano. Venne anche ritrovata una lettera presso la Sybil's Cave, ove lui era deceduto, in cui si dichiarava colpevole della morte della compagna.
Altre piste dichiarano che i fautori del delitto Rogers fossero in realtà una banda di sei uomini.
Nell'arco di nove settimane, la morte di Mary Rogers divenne un caso nazionale, e suscitò l'interesse della stampa tutta, che definiva la vittima Beautiful Cigar Girl.
La vicenda funse anche come mezzo di denuncia nei confronti del sistema di governo e di giustizia di New York, accusato di essere corrotto e inefficiente: all'epoca, la popolazione di New York contava 320.000 abitanti, e la sicurezza cittadina poteva contare su una sola persona che faceva la guardia notturna, cento marescialli cittadini, trentuno poliziotti e cinquantuno agenti di polizia.
A partire dal mese di novembre del 1842, i quotidiani iniziarono a focalizzarsi su un altro celebre evento di cronaca: quello della morte di John C. Colt.

## Nella cultura di massa

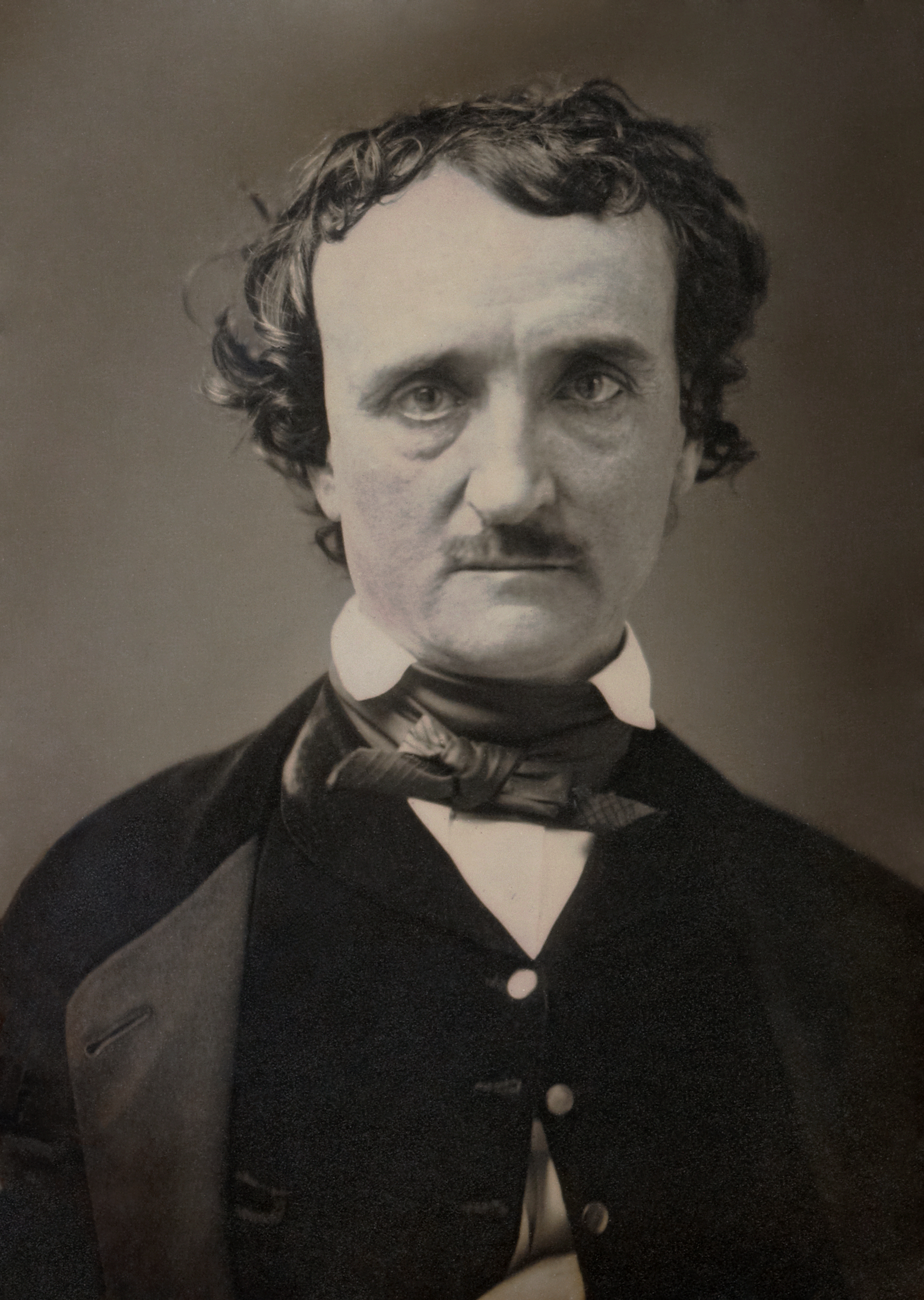
Edgar Allan Poe

La storia di Rogers venne romanzata da Edgar Allan Poe nel suo Il mistero di Marie Roget. A differenza di ciò che avvenne realmente, però, la storia è ambientata a Parigi, e il cadavere della vittima viene ritrovato nella Senna. L'opera sarebbe un seguito di I delitti della Rue Morgue (1841), e anche in esso fa la sua comparsa il personaggio di Auguste Dupin. In una sua lettera, Poe riportò di voler approfondire il mistero dell'assassinio di Marie ed approfondire "rigorosamente la vera tragedia avvenuta a New York". In Il mistero di Marie Roget, il protagonista suggerisce diverse possibili soluzioni su chi è l'assassino, ma non lo nomina mai.